# Umbrai Laura
Umbrai Laura (?, 1973 –) magyar történész.

## Élete
Kutatási területe Budapest 20. századi szociális viszonyainak, szociális intézkedéseinek története. Számos szakcikket, és több önálló könyvet írt a témakörben.

## Írásai

### Szakcikkek
- Kommunális kislakás-építés Budapesten 1937-1948 In: Urbs - Magyar várostörténeti évkönyv 2., Várospolitika és városfejlesztés Budapesten a 20. században, Budapest, library.hungaricana.hu - 2007
- Zsírjegyek a bödönben.: Élelmezési nehézségek az első világháború Budapestjén In: MÚLTUNK - POLITIKATÖRTÉNETI FOLYÓIRAT 66 : 4 , 41 p. (2021)
- A fővárosi tejmizéria, Budapest tejellátása az első világháborúig In: AGRÁRTÖRTÉNETI SZEMLE 62 : 1-4 pp. 195–214. , 19 p. (2021)
- Miért lett lómészáros a főváros? Budapest húsellátás problémái a 20. század elején In: SZÁZADOK 156 : 4 pp. 739–762. , 24 p. (2022)
- Room, Kitchen, Kitchen Garden. The History of the Municipal Housing Project in Budapest, 1909-1913 In: ARCHITEKTURA AND URBANIZMUS 53 : november 3-4 pp. 226–239. , 14 p. (2022)
- A budapesti sertéshizlalás és -kereskedelem története a 20. század első felében In: SZÁZADOK 157 : 1 pp. 33–58. , 26 p. (2023)
- Eating in Budapest's Soup Kitchens. Versions and Aversions from the History of Public Catering (1860–1918) In: ACTA ETHNOGRAPHICA HUNGARICA 68 : 1 pp. 11–32. , 22 p. (2023) p.
- Meal Provision in Schools and in the Street. The -historical Roots of School Catering in Budapest In: ACTA ETHNOGRAPHICA HUNGARICA 68 : 1 pp. 33–52. , 20 p. (2023)

### Könyvrészletek
- Mit evett Budapest? In: EGRY Gábor–KABA Eszter (szerk.): 1916 – A fordulat éve? Tanulmányok a Nagy Háborúról. Napvilág Kiadó, Budapest, 2017. 267–301.
- A községi tejüzem fiaskója az első világháború alatt In: Kövér, György; Somorjai, Szabolcs; Kiss, Zsuzsanna; Koloh, Gábor (szerk.) Hogyan lett Budapest a nemzet fővárosa? : Tanulmányok Budapest 150. és a Társadalom és Gazdaságtörténeti Doktori Program 30. születésnapjára, Budapest, Magyarország : ELTE Eötvös Kiadó (2023) 684 p. pp. 595–620. , 26
- Étkeztetés az iskolában és az utcán. A menza történeti gyökerei Budapesten In: Báti, Anikó; Balogh, Balázs; Domokos, Mariann (szerk.) Menzadimenziók. A gyermek-közétkeztetés társadalmi beágyazottsága, Budapest, Magyarország : HUN-REN Bölcsészettudományi Kutatóközpont Néprajztudományi Intézet (2023) pp. 15–36. , 22 p.

### Könyvek
- A szociális kislakásépítés története Budapesten 1870–1948, Napvilág Kiadó, Budapest, 2008, ISBN 978-963-9697-27-0[2]
- Így szemeteltek Budapesten – A hulladékgazdálkodás múltja a fővárosban, Napvilág Kiadó, Budapest, 2014, ISBN 9789633383780[3]
- 120 év 120 képben – Az FKF Nonprofit Zrt. története a kezdetektől napjainkig, Fővárosi Közterület-fenntartó Zártkörűen Működő Nonprofit Részvénytársaság, Budapest, 2015, ISBN 9789631241228[4]
- Az éhes Budapest: A lakosság élelmezése a fővárosban az első világháború alatt, Budapest Főváros Levéltára, Budapest, 2024